# Csermely Gyula

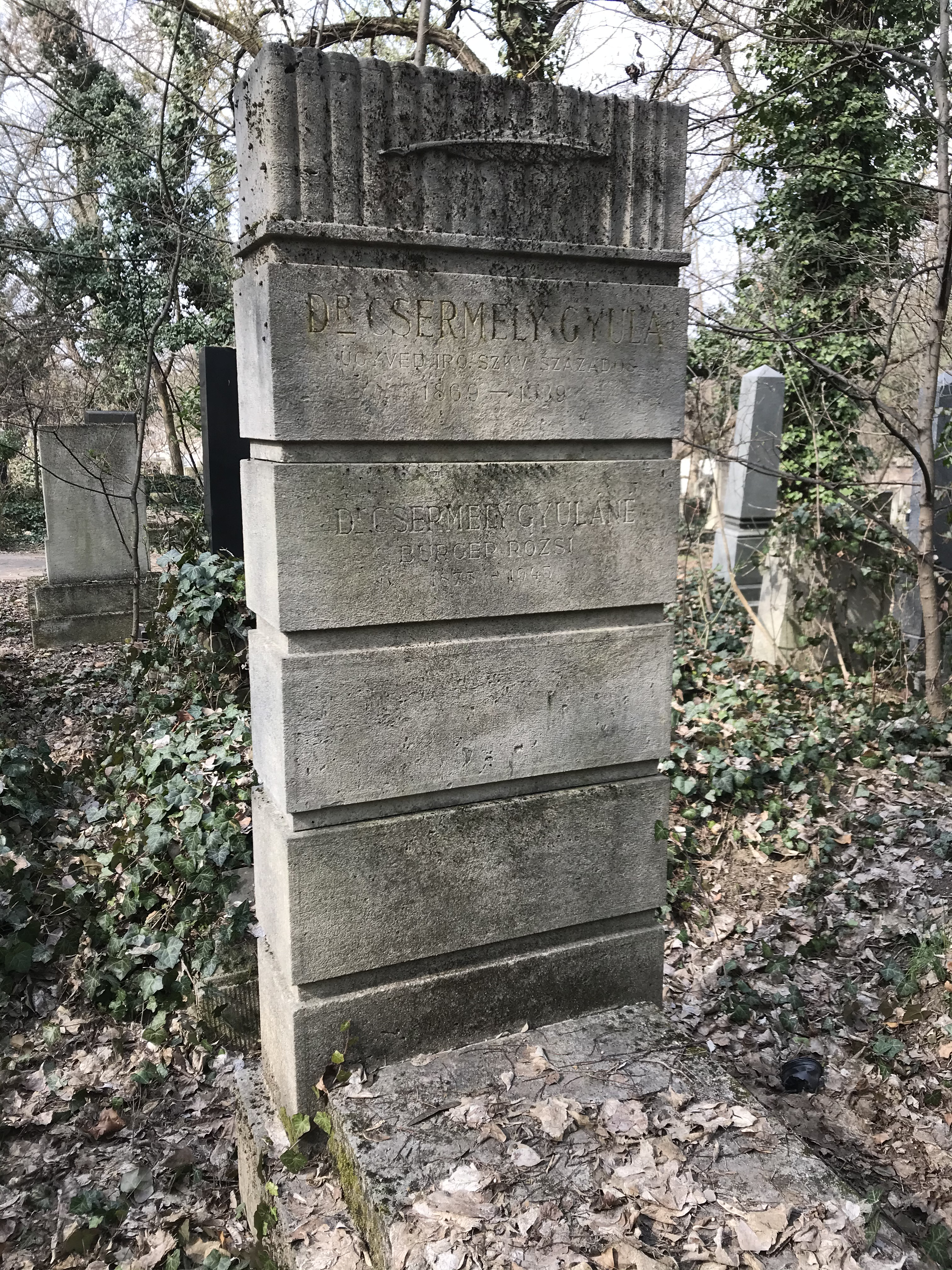
Sírja a Kozma utcai izraelita temetőben

Csermely Gyula, született Bruck Júdás (Dunaszerdahely, 1866. június 5. – Budapest, 1939. augusztus 23.) magyar ügyvéd, író, műfordító.

## Élete
Bruck Fülöp és Rozner Anna fia. Középiskolai tanulmányait Pozsonyban végezte. A Budapesti Tudományegyetemen előbb jogi doktorátust, majd ügyvédi diplomát szerzett 1894-ben. Ügyvéd volt Szécsényben 1895 és 1899 között, majd Óradnán 1901 és 1912 között, később Budapesten is. Innentől kezdve irodalmi munkásságából élt meg, néhány évet Erdélyben töltve, írásait közölte a Zsidó Jövő. Főképpen szórakoztató jellegű filmforgatókönyveket, regényeket, több tucat ponyvát és színműveket írt, amelyeket nagy részben vidéki színházakban be is mutattak. Budapesten főmunkatársa volt a nagyváradi Vasárnapi Lapoknak 1934 és 1935 között. Több művet fordított le magyar nyelvre, főként kalandregényeket.
Felesége Burger Róza volt, Burger Ábrahám és Israel Eleonóra lánya, akivel 1896. április 30-án Budapesten kötött házasságot.

## Művei
- Román parasztok (elbeszélés, Budapest, 1908)
- A toprini nász (I-II., regény, Budapest, 1916)
- Egy asszonyi dokumentum; Csáthy, Debrecen, 1918
- Negyvenegy és tizenkilenc; Brassói Lapok, Brassó, 192? (Népszerű regények)
- Kölcsönkapott fény. Regény; Légrády, Budapest, 1920
- A vörös kérdőjel. Regény; Légrády, Budapest, 1920
- A beszélő ereklye (regény, Nagyvárad, 1921)
- Bakunin professzor könyve (regény, Brassó, 1923)
- A mantovai jóslat (regény, Brassó, 1924)
- Negyvenegy és tizenkilenc (regényes történet, Brassó, 1924)
- Ami két Miatyánk között van (regény, Brassó, 1925)
- Napkeleti kaleidoszkóp. Regényes történet. Régi krónikák után írta Csermely Gyula; Brassói Lapok Könyvosztálya, Brassó, 1926
- A bosszú örvényében. Regény; Légrády, Budapest, 1927 (Legjobb könyvek)
- Három fekete félhold. Regény; Tolnai, Budapest, 1927 (Világkönyvtár)
- Napkeleti virányokon. Regény; Légrády, Budapest, 1927 (Legjobb könyvek)
- Hadgyakorlat és szerelem. Regényes történet; Tolnai, Budapest, 1928 (Tolnai regénytára)
- Bakunin könyve. Regény; Légrády, Budapest, 1929 (Pesti Hírlap könyvek)
- A pásztorbottól a vérpadig. Regény; Faragó Ny., Kispest, 193?
- A férfibecsület útján. Regény; Légrády, Budapest, 1930 (Pesti Hírlap könyvek)
- A sárosi jegenyék. Regény; Légrády, Budapest, 1932 (Pesti Hírlap könyvek)
- Szent Márton rózsafái. Falusi történet; Kókai, Budapest, 1933 (Fővárosi és vidéki színházak műsora)
- Ami két Miatyánk között van. Regény két részben, 1-2.; Lingua, Budapest, 1935
- Nász a vérviharban. Regény; Általános Ny., Budapest, 1935 (Friss Újság Színes Regénytára)
- A soknevű kalandor. Regény; Általános Ny., Budapest, 1937 (Friss Újság Színes Regénytára)
- A kalandkereső. Regény; Általános Ny., Budapest, 1938 (Friss Újság Színes Regénytára)
- Egy különleges könyvtár (Budapest, 1939)
- A jövő század házassága. Bakunin professzor könyve. Regény; Lingua, Budapest, 1944